# 謝爾蓋·梅爾庫羅夫
謝爾蓋·梅爾庫羅夫（Серге́й Дми́триевич Мерку́ров、1881年11月7日—1952年6月8日）是一位具有希臘-亞美尼亞血統的蘇聯雕塑家兼紀念碑藝術家。他是蘇聯視覺藝術領域的人民藝術家，蘇聯藝術學院學者，並於1944年至1949年擔任普希金造型藝術博物館館長。謝爾蓋·梅爾庫洛夫被認為是蘇聯最偉大的面具大師。他是蘇聯三大約瑟夫·史達林紀念碑的雕塑家。
他是神秘主義者和精神導師喬治·葛吉夫的表兄。